# Gripenhielmska malmgården

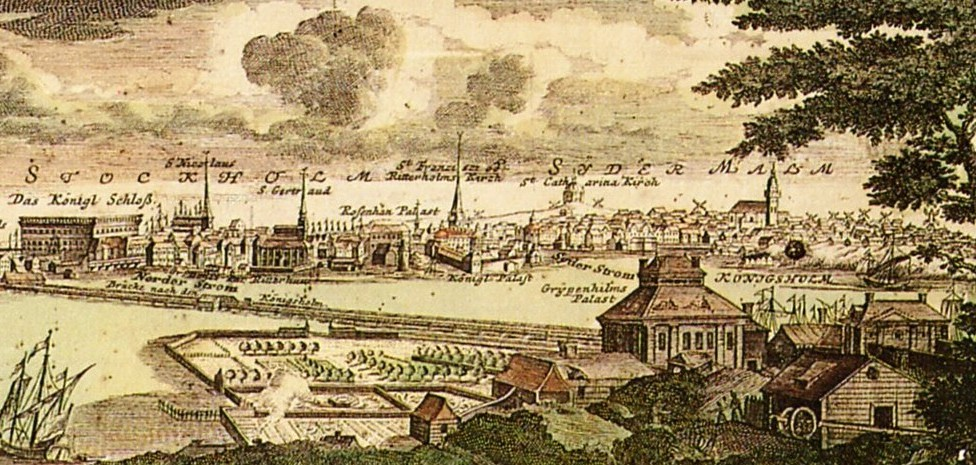
Gripenhielmska malmgården omkring 1700 med Stockholms siluett i bakgrunden. Kolorerat kopparstick från sekelskiftet 1700 upprättat av
Anders Wijkman.

Gripenhielmska malmgården (även Hornska huset) är en av Stockholms malmgårdar från 1670-talet som är delvis bevarad. Emund Gripenhielms stora trädgård med tillhörande malmgård låg längst ut på Kungsholmens östra udde. Bland ägarna efter Gripenhielm fanns bland annat Urban Hjärne, Nils Karlsson Gyllenstierna och Arvid Horn. Efter Horn kallades malmgården även Hornska huset. 
Trädgården blev i mitten av 1700-talet föregångare till Bergianska trädgården och byggnaden utgjorde Serafimerlasarettets första sjukhusbyggnad. Malmgårdens forna huvudbyggnad är numera en del av ursprungliga Serafimerlasarettets länga, som ligger i sjukhusområdets västra del. Nuvarande frontespis var malmgårdens södra flygel, den nuvarande gavelbyggnaden mot norr var gårdens norra flygel. I den tidigare kirurgiska kliniken finns resterna av Gripenhielms malmgård.

## Gripenhielmska tiden

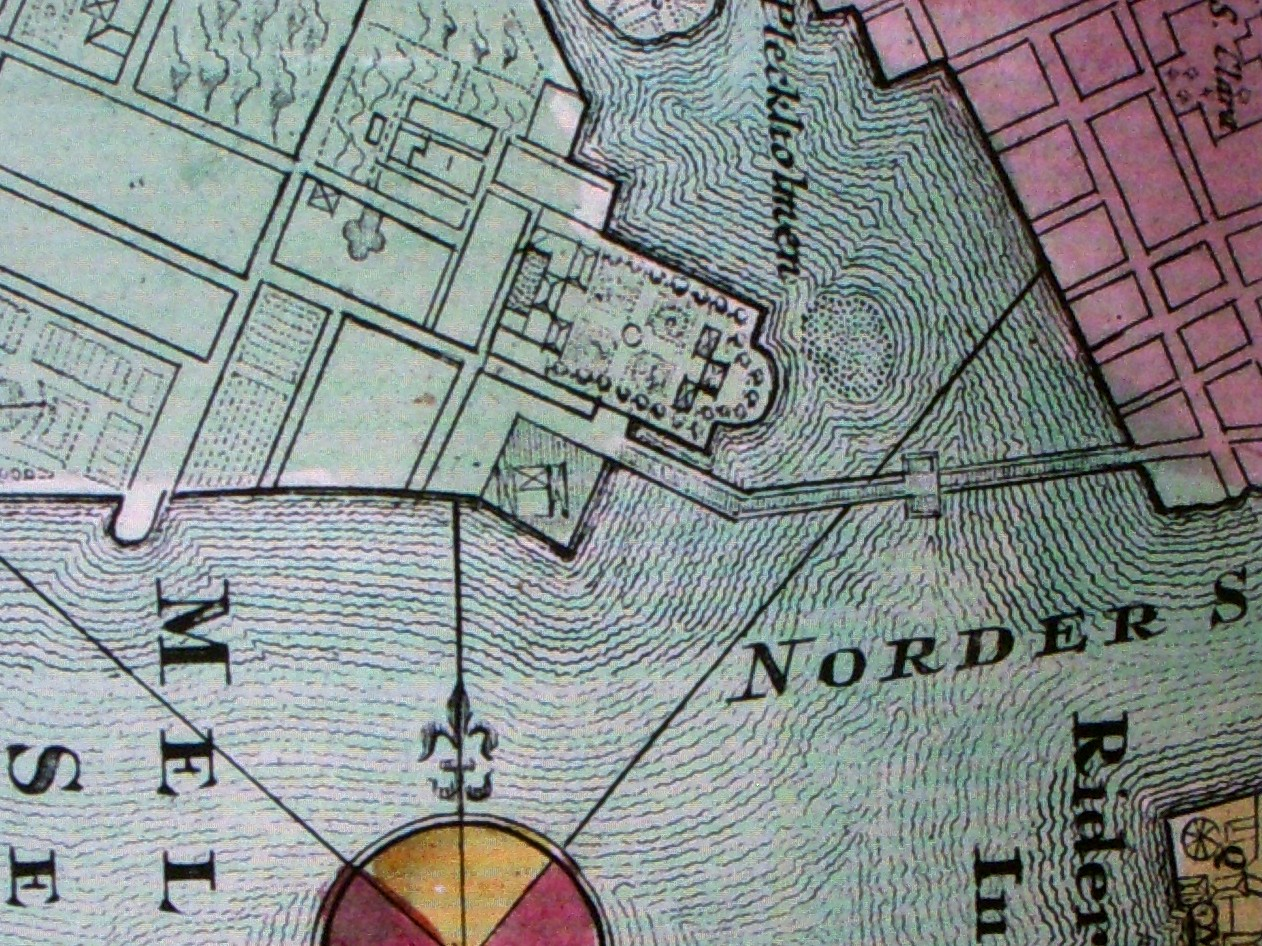
Malmgården på Homanns karta från 1724.

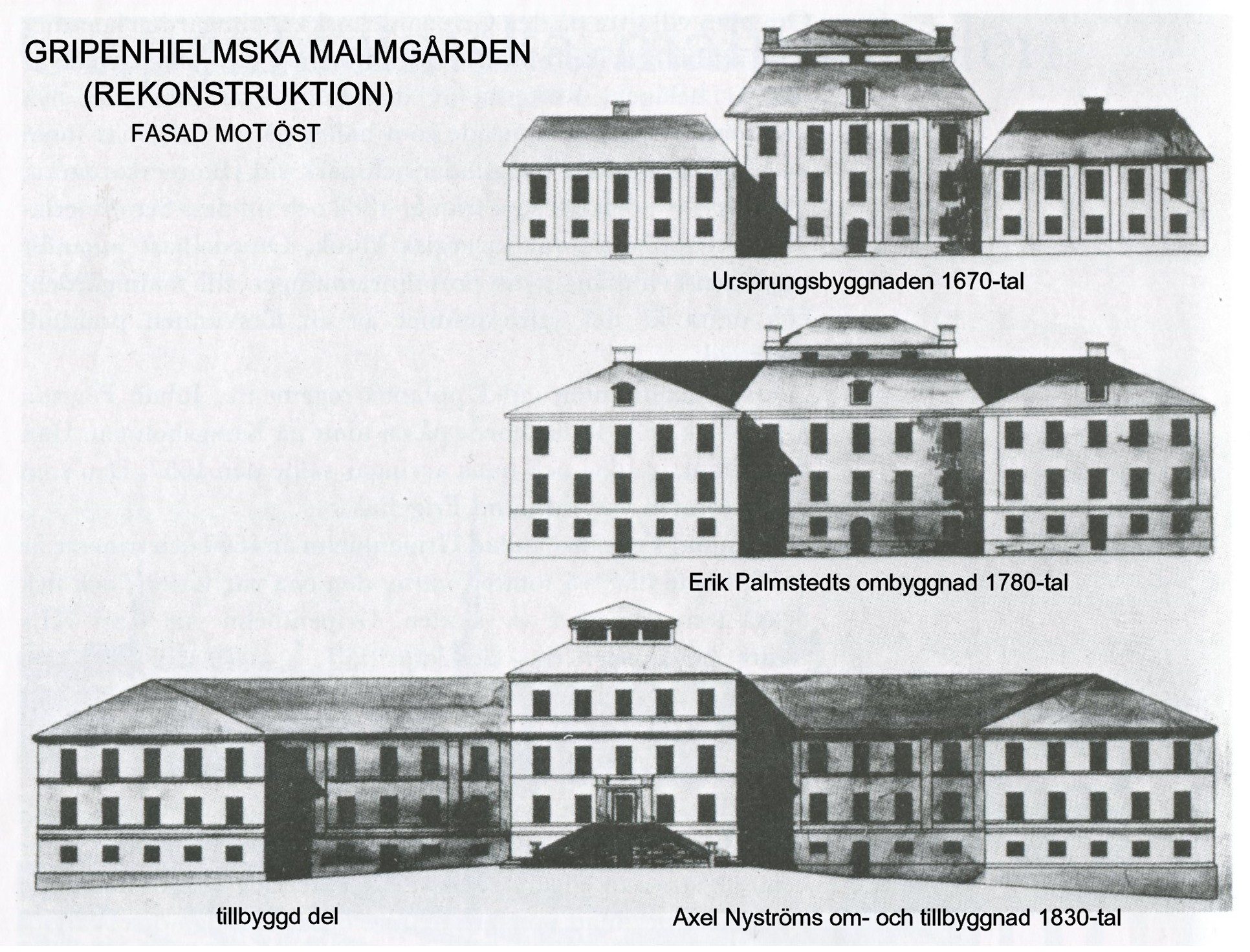
Byggnadens förändringar från malmgård till Serafimerlasarettet.

Området bestående av två tomter på östra  Kungsholmen fick Emund Gripenhielm 1674 som donation av Stockholms stad. Gripenhielm var hovråd och bland annat Karl XI:s lärare. Hans ursprungliga namn var Emund Figelius. Han adlades år 1660 “Gripenhielm” och blev friherre 1673. Hans söner var landshövding Nils Gripenhielm och kartografen Carl Gripenhielm. 
Från början var den blivande malmgårdens tomt en “sumpig” och “ohälsosam”  udde i Klara sjö och Gripenhielm var tvungen att låta göra en hel del utfyllnader och bergsprängningar för att kunna bygga ett privatpalats och anlägga en vacker trädgård i fransk stil.  I fastebrevet från 1674 framgår Gripenhielms ansträngningar att göra tomten bebyggbar: … de före detta onyttiga och skallota bergen till en del bortsprängt, en del med åbyggnad utzirat och beklädd, jämväl och en sumpig plattz oppfyllt och därpå en skön trädgård anlagt.
På ett kopparstick från sekelskiftet 1700 upprättat av Anders Wijkman och på samtida kartor framgår byggnadens och tomtens läge och utseende. Den stora anläggningen sträckte sig en bit ut i Klara sjö och låg direkt norr om den långa broförbindelsen mot Norrmalm; Nya Kungsholmsbron (föregångare till nuvarande Stadshusbron), anlagd mellan 1669 och 1672. I och med nya bron fick även Stora Hantverksgatan (nuvarande Hantverkargatan) en förbindelse med Norrmalm. Genom denna direkta kontakt höjdes gatans status och blev snart Kungsholmens förnämaste gata. På 1600-talet fanns namn som Stora gatan och Stora Kungsholmsgatan.  Gripenhielms malmgård hade med andra ord en “mycket god trafikanbindning”.
Själva huvudbyggnaden var ett trevånings stenhus med pilaster och högt säteritak och syntes vida omkring. Flygelbyggnaderna var två våningar höga med valmat sadeltak. På tomten fanns dessutom en bondgård som låg bakom huvudbyggnaden och flera mindre uthus. Gripenhielm hade ingen större glädje av sin fina malmgård, han dog redan 1675 och gården ärvdes då av hans maka i andra giftet friherrinnan Anna Rålamb, dotter till riksrådet Claes Rålamb och Anna Stålarm.

## Malmgården blir forskningscentrum
År 1694 köptes huvudbyggnaden av Bergskollegium med läkaren och naturforskaren Urban Hjärne som föreståndare. Han inrättade ett kemiskt laboratorium och anlade en mycket berömd medicinalväxtträdgård. I södra flygelbyggnaden hade Christopher Polhem sitt Laboratorium Mechanicum som var den tekniska undervisningens början i Sverige. Därefter ägde bland andra Nils Karlsson Gyllenstierna (till 1720) och Arvid Horn (till 1742) samt sonen Adam Horn (till 1749) malmgården. Efter familjen Horn kallas byggnaden även Hornska huset. Den 5 april 1749 blev Kronan ägare till Hornska huset och överförde köpet samma år på Sundhetskommissionen.

## Malmgården blir Serafimerlasarettet

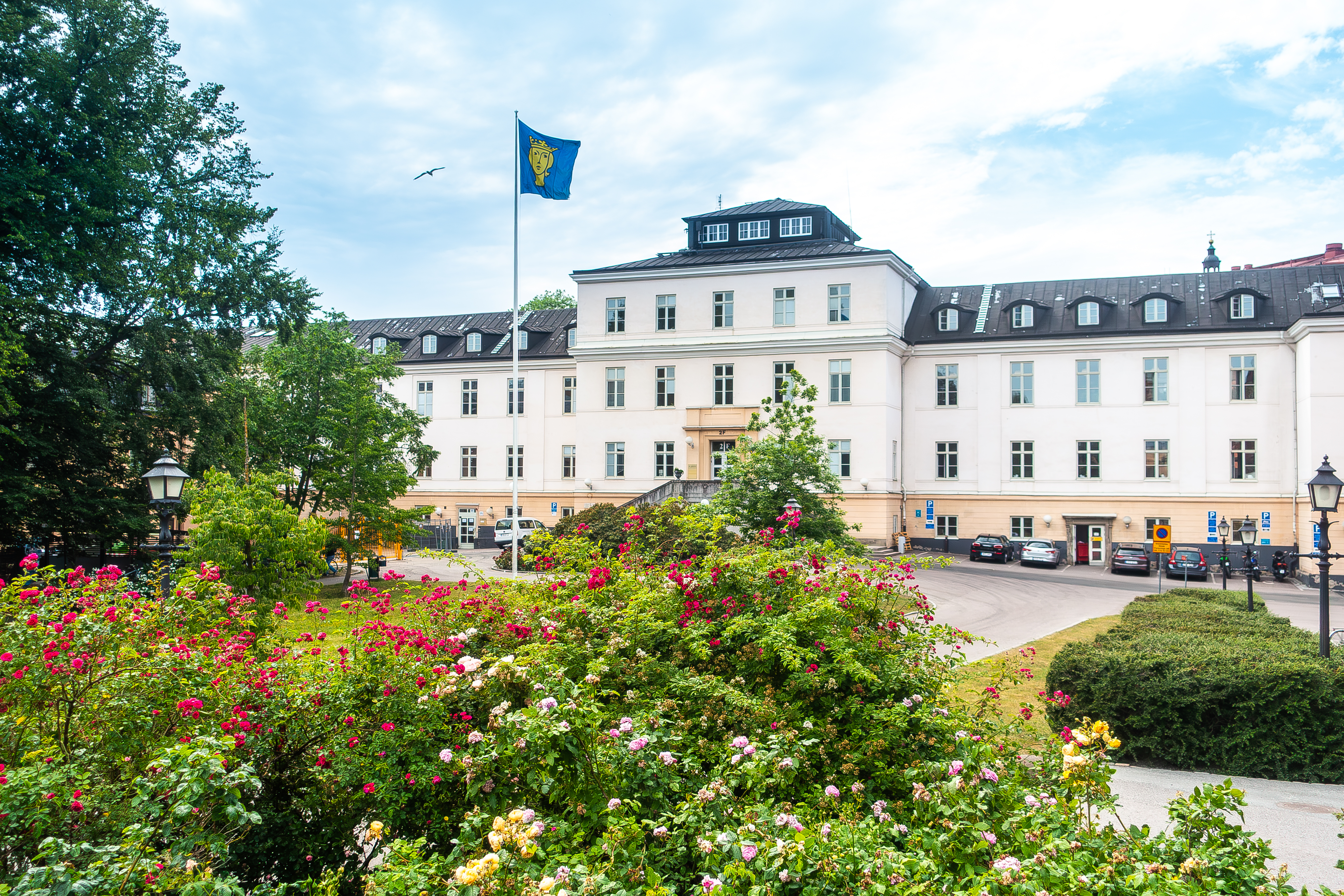
Byggnaden i juli 2025.

År 1752 började Sveriges första lasarett under överinseende av den nyinstiftade Serafimerorden sin verksamhet med Serafimerlasarettet på området. I samband med det var Carl von Linné sysselsatt med att ordna trädgården. Hans arbete övertogs senare av Peter Jonas Bergius. Dennes verksamhet flyttade först till Bergiilund vid dagens Karlbergsvägen och 1885 till nuvarande Bergianska trädgården vid Brunnsviken. Linnés trädgård invid Gripenhielmska malmgården var alltså en föregångare till Bergianska trädgården.
Gripenhielms malmgård har sedan dess byggts om ett flertal gånger. Åren 1785-1788 genomfördes förändringar under arkitekt Erik Palmstedt, 1828-1832 under Per Axel Nyström och 1888 under Axel Kumlien som även var arkitekt för de nya röda tegelbyggnaderna på tomten. Den största förändringen på gården genomfördes efter Per Axel Nyströms ritningar på 1830-talet då byggnaden förlängdes med två fack söderut och huvudbyggnadens säteritak togs bort. Den tidigare södra flygeln omgestaltades istället till det dominerande mittpartiet som längan fortfarande har idag. På 1930- och 1960-talen förändrades byggnaden ytterligare och känns knappt igen i den ljusputsade huskroppen.